# 灰クロム柘榴石
灰クロム柘榴石（かいクロムざくろいし、uvarovite）は、ネソケイ酸塩の柘榴石群に属する鉱物の一種である。灰鉻柘榴石（）あるいはウバロバイト、ウヴァロヴァイトとも呼ばれる。化学組成は Ca3Cr2(SiO4)3、結晶系は等軸晶系。
名称はロシアの学者・政治家セルゲイ・ウヴァーロフ (Sergey Uvarov) に由来する。 

## 産出地
スペイン、ロシアウラル山脈、カナダケベック州、フィンランド、ノルウェー、および南アフリカなど各地でクロム鉱床中に産出する。
日本では北海道日高町あるいは愛媛県四国中央市土居町産のクロム鉄鉱に伴って産出する。
クロム鉱床中に主に産出し、クロム鉄鉱に伴われることが多い。

## 性質・特徴
純粋なものは濃緑色であるが、普通は灰礬柘榴石および灰鉄柘榴石成分を固溶体として含み、特に緑色であっても灰礬柘榴石成分の方が多いものが一般的である。
屈折率は1.865程度であるが、密度と共に固溶する灰礬柘榴石成分などの比率により変動する。カルシウムイオンのイオン半径がやや大きいため、苦礬柘榴石や鉄礬柘榴石とは固溶体をつくりにくい。
多くはクロム鉄鉱の表面に皮膜状の細かい結晶として産出するが、一般の柘榴石と同様に肉眼サイズの菱形十二面体、稀に偏菱二十四面体の自形結晶をつくるものもある。ただし、大きい結晶は黒味を帯びて見える。
熱力学的には常圧下では不安定であり高圧下で安定となるため人工合成は困難を伴い、2万気圧、900 ℃が合成の最適条件とされる。